# Motore V4
Un motore V4 è un motore a pistoni a quattro cilindri in cui i cilindri condividono un albero motore comune e sono disposti in una configurazione a V. I motori V4 sono molto meno comuni dei motori a quattro cilindri in linea. Tuttavia, i motori V4 sono stati utilizzati a volte in automobili, motociclette e altre applicazioni.

## Design
La maggior parte dei motori V4 ha due perni dell'albero motore condivisi da cilindri opposti. L'albero motore è solitamente supportato da tre cuscinetti principali. Rispetto al più comune layout del motore a quattro cilindri in linea, tra i vantaggi del V4 c'è una lunghezza inferiore e, quando viene utilizzato un angolo a V di 90 gradi con l'intervallo di accensione ottimale, un perfetto equilibrio primario che riduce le vibrazioni. Il design può anche comportare una coppia oscillante più piccola rispetto a un motore a quattro cilindri in linea e l'albero motore più corto è meno suscettibile agli effetti delle vibrazioni torsionali grazie alla sua maggiore rigidità. Tra gli svantaggi dei motori V4 c'è il requisito di due collettori di scarico e due testate (e quindi due valvole e due o quattro alberi a camme) piuttosto che una sola testata, un collettore e uno o due alberi a camme per un motore a quattro cilindri in linea, che aumenta i costi e la complessità. I motori V4 sono anche più larghi dei motori in linea a quattro cilindri e incorporare trasmissioni ausiliarie, sistemi di aspirazione e sistemi di scarico pur mantenendo dimensioni compatte può essere più difficile. Sebbene un motore a V di 60 ° sia più compatto di un motore a V di 90 °, il design a 60 ° non ha un perfetto bilanciamento primario (se i perni dell'albero motore non sono divisi) e quindi spesso richiede un albero di bilanciamento per ridurre le vibrazioni.

## Uso automobilistico

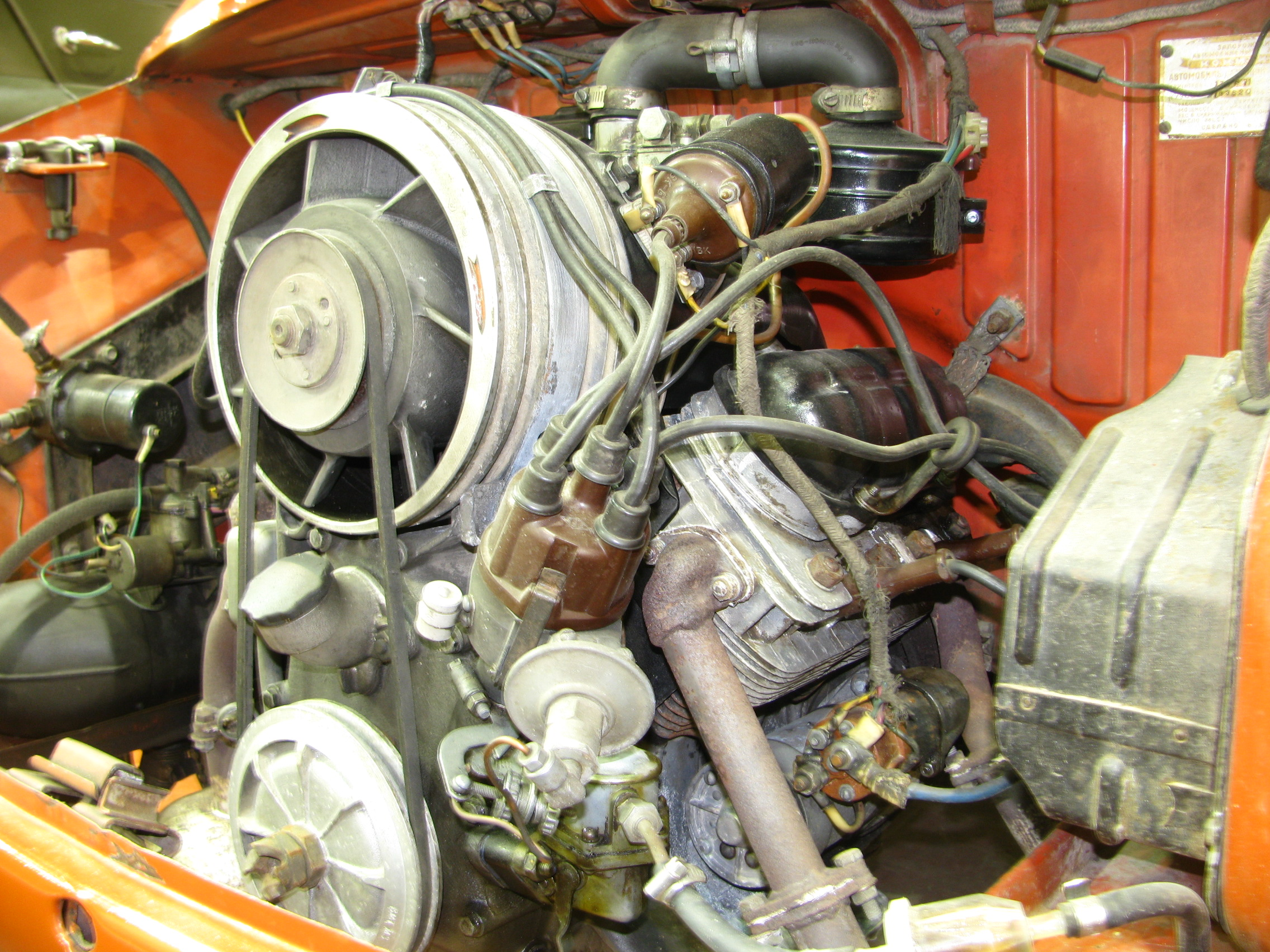
ZAZ Zaporozhets V4 del 1960–1994 raffreddato ad aria

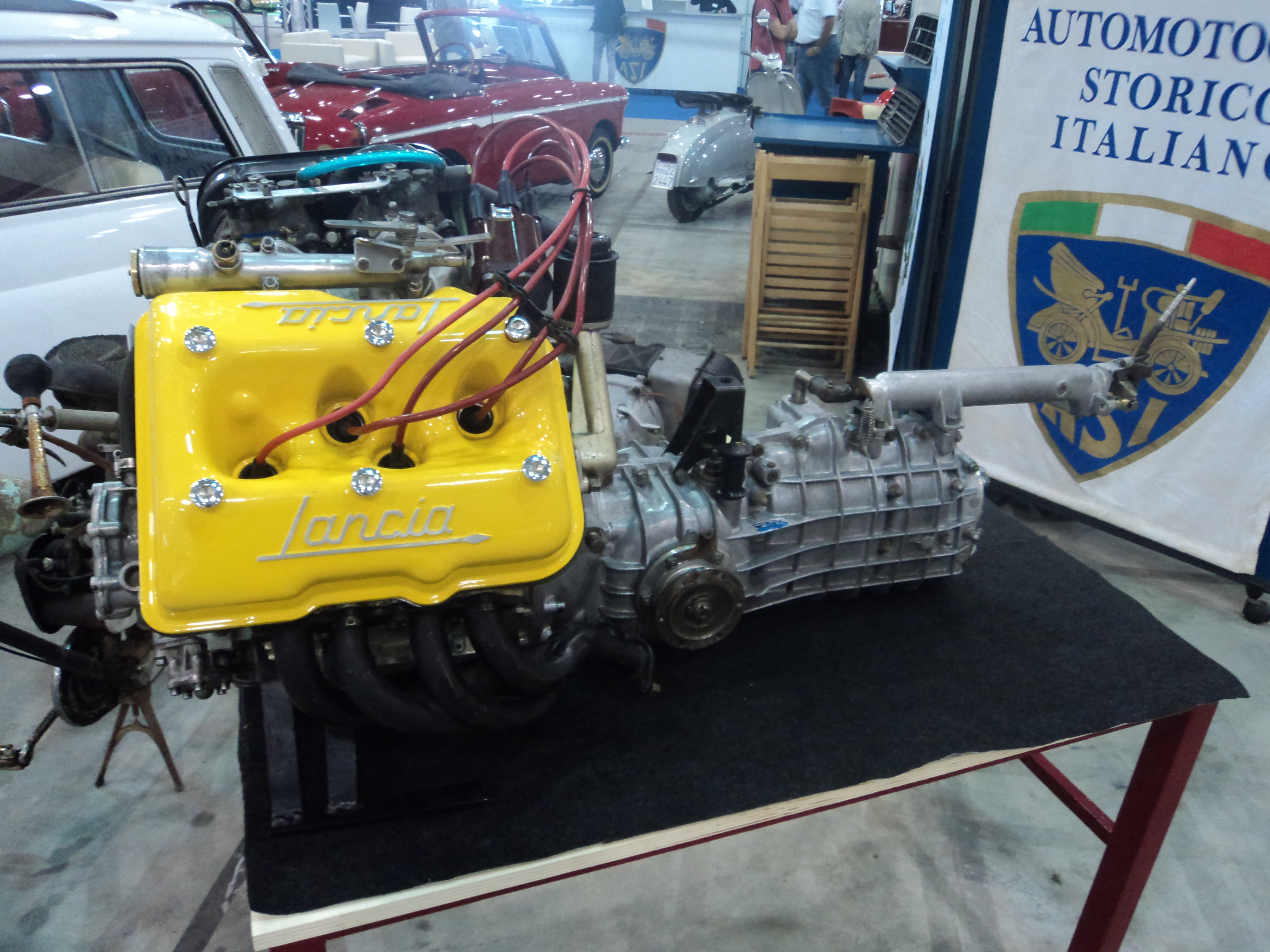
Motore Lancia V4 del 1963–1976

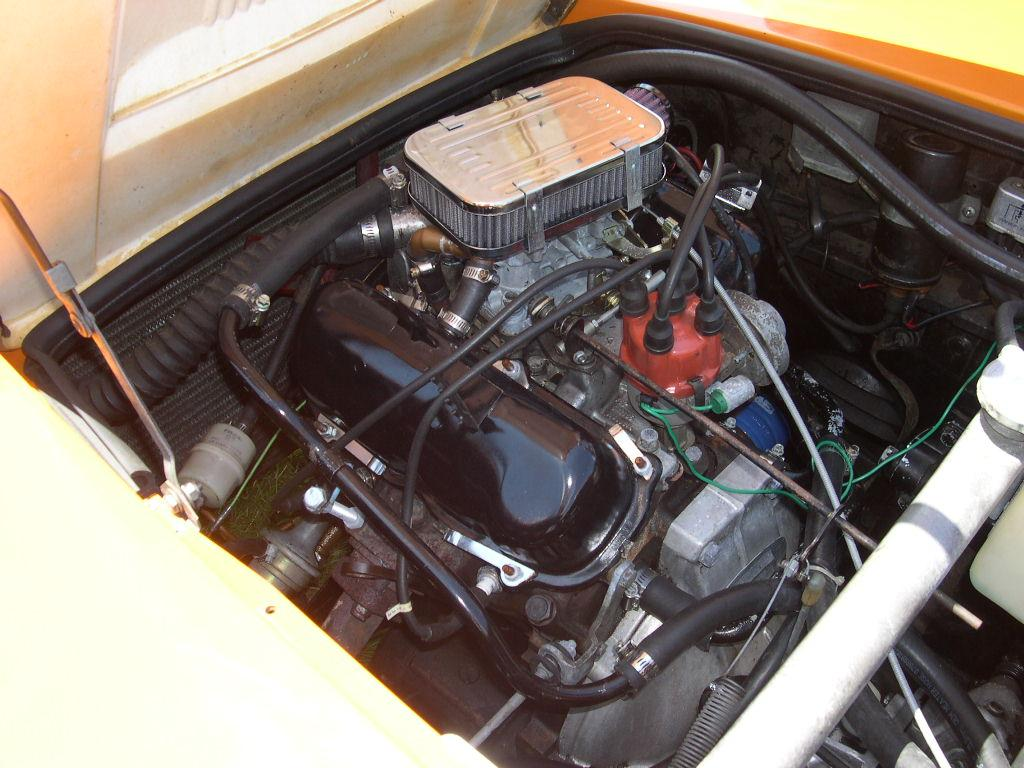
Motore Ford Taunus V4 del 1970-1974 (in una Saab Sonett III)

Il primo utilizzo automobilistico dei motori V4 fu nelle vetture da corsa dei Gran Premi (in seguito chiamate "Formula Uno"). Uno dei motori V4 pionieristici era nell'auto con motore posteriore Mors del 1898 costruita in Francia. A quel tempo, la mancanza di vibrazioni del motore V4 era un punto chiave per la vendita, tuttavia nel 1901 il motore V4 fu sostituito da un motore a quattro cilindri in linea convenzionale.
Nel Gran Premio di Francia 1907, l'auto iscritta da J. Walter Christie usò un motore V4 da 19891 cm3, il più grande motore mai utilizzato in una gara di Gran Premio. Il motore era montato trasversalmente nella parte anteriore e l'auto era a trazione anteriore. La vettura si è ritirata dal Gran Premio di Francia dopo soli quattro giri, ma in seguito ha stabilito un record di velocità di 164 km/h.
Il primo motore V4 utilizzato nelle auto di serie è stato il motore Lancia V4 utilizzato per la prima volta nella Lancia Lambda del 1922. Il motore Lancia era un design ad angolo stretto con un angolo di 20 gradi tra le banche e una singola testata con un albero a camme in testa condiviso da entrambe le banche. Utilizzava anche alluminio sia per il blocco che per la testata (cosa rara all'epoca). La Lancia produsse motori V4 fino al 1976, quando furono sostituiti dai motori a quattro cilindri in linea.
La ZAZ Zaporozhets del 1960-1994 era una city car ucraina che utilizzava un motore V4 montato posteriormente. Questo motore, basato sul motore utilizzato nel veicolo militare anfibio LuAZ-967, era raffreddato ad aria con un blocco di magnesio ed è stato prodotto con cilindrate da 0,7 - 1,2 litri.
L'AMC 108 raffreddato ad aria era un motore da 1,8 litri costruito nel 1960-1963 per l'utilizzo nel veicolo militare leggero M422 Mighty Mite. L'M422 era una Jeep progettata negli Stati Uniti per essere trasportata in elicottero.
A partire dagli anni '60, le divisioni europee di Ford produssero due motori V4 indipendenti. Il primo è stato il Ford Taunus V4, prodotto in Germania dal 1962 al 1981. Il Taunus era un motore V4 di 60 gradi con raffreddamento ad acqua e valvole sulla testata. Progettato inizialmente per l'uso su auto con motore anteriore, è stato utilizzato in vari modelli Ford e utilizzato anche nei modelli Saab 95, Saab 96 e Saab Sonett. È stato utilizzato anche nell'auto sportiva Matra 530 a motore centrale. Il secondo motore Ford V4 era il motore Ford Essex V4, prodotto nel Regno Unito dal 1965 al 1977 e utilizzato in diversi modelli, come Ford Corsair, Capri, Consul, Zephyr e Transit. Sebbene progettato separatamente dal motore Taunus, l'Essex era anch'esso un V4 di 60 gradi con raffreddamento ad acqua, valvole sulla testata e progettato per l'uso in auto / furgoni con motore anteriore.
L'auto da corsa Porsche 919 Hybrid LMP1 utilizzata nelle stagioni 2014-2017 ha utilizzato un motore V4 turbo a 90 gradi da 2 litri montato in posizione centrale.

## Uso motociclistico

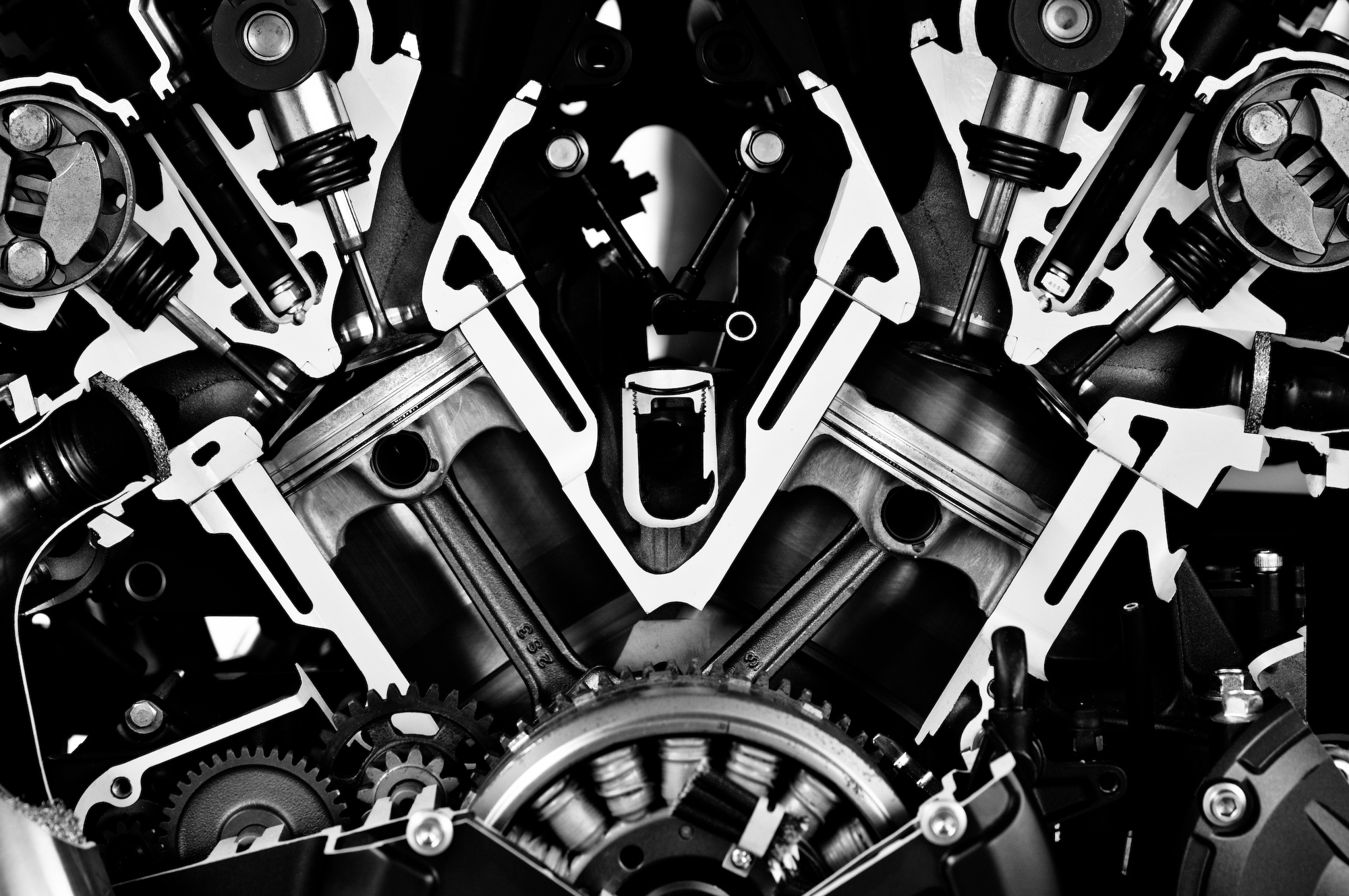
Vista in sezione della Yamaha V-Max 2009

Una delle prime motociclette alimentate da un motore V4 fu la Matchless Silver Hawk del 1931-1935 costruita nel Regno Unito. Il Silver Hawk utilizzava un motore V4 da 16 gradi ad angolo stretto con una testata monocilindrica, azionamento della valvola dell'asta di spinta e raffreddamento ad aria.
Il Puch P800 del 1936-1938 è stato costruito in Austria sia per usi civili che militari. Il P800 utilizzava un motore V4 da 170 gradi molto grandangolare (essendo quindi simile nell'aspetto a un motore piatto a quattro cilindri) con due testate e raffreddamento ad aria.
I motori V4 sono stati utilizzati dalla metà alla fine degli anni '80, in particolare nelle motociclette Honda con motore trasversale che avevano un motore V4 a 90 gradi con raffreddamento ad acqua.
La maggior parte dei produttori della MotoGP 2020 ha scelto la configurazione V4 per le loro moto.
- Honda RC213V
- Ducati Desmosedici
- KTM RC16
- Aprilia - V4 di 90 ° per la stagione 2020.

Yamaha e Suzuki mantengono la configurazione 4 cilindri in linea

## Uso marino
Un altro utilizzo del motore V4 è come motori fuoribordo per barche. Nel 1958, sia Johnson che Evinrude introdussero il fuoribordo V4 da 1159 cm3 valutato a 53 CV (37 kW) e del peso di 91 kg. Nel 1972, lo stesso blocco V4 di base produceva più del doppio della potenza, grazie all'esperienza acquisita dai produttori nelle corse. Nel 1988, Yamaha ha introdotto un V4 da 135 CV (97 kW) con iniezione d'olio "precision blend" (miscela di precisione) per il mercato statunitense.
Questi motori sono generalmente motori a due tempi con carburatore. I motori V4 sono spesso utilizzati come i motori fuoribordo grazie alla loro lunghezza ridotta.

## Altri usi
Nel 1935, la Wisconsin Motor Manufacturing Company iniziò a produrre motori V4 a benzina per applicazioni industriali, agricole e fisse, con diversi produttori di macchine agricole che utilizzavano i motori V4 del Wisconsin. Nel 1968, il più grande motore V4 del Wisconsin era il V-465D con una cilindrata di 2,9 litri e una potenza di 70 CV (49 kW) a 3000 rpm. L'azienda ha prodotto motori V4 fino al 2019.
A metà degli anni '40, Turner Manufacturing Co nel Regno Unito ha prodotto un motore V4 diesel raffreddato ad acqua per usi industriali e marini. Questo motore è stato utilizzato nel trattore Turner Yeoman of England del 1949-1957.
Mitsubishi Heavy Industries ha costruito il 4ZF, un motore V4 alimentato a gasolio, raffreddato ad aria utilizzato nel trasporto di personale, corazzato Tipo 73 e relativi veicoli militari giapponesi dal 1973.